# Eva García Sempere
Eva García Sempere   (Alcoi, 28 de març de 1976) és una política valenciana i diputada en el Congrés dels Diputats per la província de Màlaga en la XII Legislatura.

## Biografia
És llicenciada en Biologia i experta universitària en Desenvolupament Local i Cooperació Multilateral. Tota la seva trajectòria política ha estat lligada a Esquerra Unida; va ser directora de l'àrea de Medi ambient i Articulació Territorial, tècnic de projectes al Fondo Andalús de Municipis per a la Solidaritat Internacional i actualment exerceix com a coordinadora federal de l'àrea de Medi ambient i Ecologia. També va ser presidenta de l'Associació de Veïns de El Palo i coordinadora de la Plataforma en Defensa de la Muntanya Sant Antón. En les eleccions generals de 2016 va anar com a nombre dos en la llista d'Units Podem per Màlaga i des de llavors és diputada al Congrés.